# 16 přání
16 přání (v anglickém originále 16 Wishes) je televizní film vysílaný na kanálu Disney Channel. Na americkém Disney Channel premiéra proběhla dne 25. června 2010. V ČR byla premiéra tohoto filmu odvysílána v pátek 31. prosince 2010. Hlavní postavu Abby Jensenovou hraje Debby Ryanová, též známá také jako Bailey ze sitcomu Sladký život na moři. Největší sledovanosti se mu dostalo od lidí středního věku tzn. mezi 18 a 35 lety, protože film není úplně dětský. Jedná se o třetí film, který byl v roce 2010 propuštěn na Disney Channel a nenesl přízvisko "Original Movie". Natáčení probíhalo v Kanadě. Školní scény byly natáčeny na střední škole v Langley v provincii Britská Kolumbie. Premiéra na britském Disney Channel je plánována na pátek 19. listopadu 2010.

## Děj
Abigail "Abby" Louise Jensenová (Debby Ryanová) se nemůže dočkat až vyroste. A proto pro ni bylo plánování jejích 16. narozenin velmi důležité. Když byla malá, napsala si seznam 16 přání, které si v den svých 16. narozenin bude přát. Jakmile velký den konečně nadešel, přála si postupně všech 16 přání. Pak se začaly dít neobvyklé věci, z nichž každá se děje za návštěvy zvláštní ženy Celeste (Anna Mae Routledge). Nejprve se objeví jako deratizátor, když se Jensenovým zamoří dům vosami a ona je zachrání. Rodina Jensenových je nyní schopna vrátit se do jejich domu, když jsou vosy vyhlazeny. Abbyjin nejlepší přítel Jay Kepler (Jean-Luc Bilodeau) se objeví, a protože Abby musí do školy a má na sobě jen pyžamo, nabízí jí bundu, aby trochu zakryla to pyžamo. Když Abby sáhne do kapsy Jayovy bundy, zjistí, jaký dárek jí dal Jay k narozeninám. Je to náhrdelník s polovinou srdce, které říká: "BFF"- což znamená "navždy nejlepší přátelé". Jay má druhou polovinu, která je kouzelná. Když Jay a Abby jdou na autobusovou zastávku, dodávkové vozidlo přijede k této zastávce a Celeste vyjde, oblečená jako pošťačka a dává Abby balíček. Když ho Abby otevře, zjistí, že je v něm 16 svíček a krabička od sirek. Její narozeniny dostanou mnohem jasnější průběh, když si uvědomí, že ty svíčky odpovídají 16 přáním, které má na svém seznamu a že když svíčku sfoukne, přání se jí splní. Nechce jet do školy autobusem, a tak sfoukne svíčku, která jí přičaruje bezva červené auto. Zase to zařídila Celeste. Pak si přeje, aby byla ve všem lepší než Krista Cooková (Karissa Tynes) a měla také nejhezčí oblečení ve škole. Toto přání si přála ve skladu, ze kterého se stal rázem obchod s poslední módou. Její narozeninová párty bude už za pár hodin a ona potřebuje dokonalé šaty na tuto párty. Její kámoš Jay, ale ve spěchu ztratí peněženku a paní prodavačka je vyhodí. Abby však ještě stihne říct přání, aby ji všichni přestali považovat za dítě. Když vyjde z kabinky, šaty, které měla na sobě jsou jí najednou těsné a tak si vybere jiné. Abby řekne paní prodavačce, že nemá peníze, ale paní prodavačka říká, že je to v pohodě a napíše jí to na účet. Pak zjistí, že je dospělá, že jí je 22 let. Jay si ji nepamatuje. A ředitel ji vyloučí ze školy a rodiče ji přestěhují do vlastního bytu. Abby jde na Kristyiny 16. narozeniny a přesvědčí Jaye, aby se do ní zamiloval, že jsou nejlepší přátelé tím, že mu ukazuje dárek k narozeninám jí dal která obnovuje jeho vzpomínky na ni. Nicméně Jay není schopen jí pomoci a nemůže dělat nic. Poté Abby najde mezeru v pravidlech, a vzpomene si, že její poslední přání byl obraz její zamilovanosti, přilepen žvýkačkou, který pravidla nezná. Přepne obraz na obraz za to, že ráno je doma, a přeje si aby vše bylo jako dřív. Její život se pak vrací do normálu, spolu s některými mrtvými vosami. Stává se přítelkyní s Kristou. Pak Krista říká Abby, že ji má ráda. Abby a Krista mají kombinovanou sladkou oslavu 16.narozenin a Krista a Logan, toho má Abby tajně ráda, se dají dohromady. Abby a Krista pomohou Jayovi získat místo předsedy studentské rady. Jay pak Abby chytne za ruku a Abby ho taky chytne. Pak se Abby a Jay políbí, a nakonec spolu tančí. Abby říká, že dostala všechno, co chtěla a Celeste zmizí s úsměvem.

## Obsazení hlavních rolí
| Debby Ryanová      | Abby Jensenová – dívka, která oslavila 16. narozeniny                  |
| Jean-Luc Bilodeau  | Jay Keppler – Abbyin nejlepší kamarád, později partner                 |
| Anna Mae Routledge | Celeste Jensenová – kouzelná bytost zjevující se při Abbyiných přáních |
| Karissa Tynes      | Krista Cooková – Abbyina úhlavní sokyně, později nejlepší kamarádka    |
| Keenan Tracey      | Logan Buchanan – kluk, kterého Abby tajně miluje                       |
| Joel Semande       | Joey Lockhart – Abbyina zbožňovaná celebrita                           |
| Cainan Wiebe       | Mike Jensen – bratr Abby                                               |
| Patrick Gilmore    | Bob Jensen – otec Abby                                                 |
| Kendall Cross      | Sue Jensenová – matka Abby                                             |
| Gary Jones         | ředitel Smith – ředitel školy                                          |

## Soundtrack
Toto je soundtrack k filmu 16 přání:
| Skladba | Název                        | Interpret         | Délka |
| ------- | ---------------------------- | ----------------- | ----- |
| 1       | "A Wish Comes True Everyday" | Debby Ryan        | 3:08  |
| 2       | "No Ones Fool"               | Keith & Renee     | 3:09  |
| 3       | "Princess World"             | Minnutes          | 3:20  |
| 4       | "Bad Momma"                  | Chad Gendason     | 2:17  |
| 5       | "Saying Goodbye"             | Chase Ryan        | 2:43  |
| 6       | "Picture Perfect"            | Jennifer Catheart | 3:12  |
| 7       | "The Way It Used To Be"      | Not My Choice     | 3:58  |
| 8       | "Vertigo"                    | Willknots         | 3:37  |
| 9       | "Overaction"                 | Chad Gendason     | 3:09  |
| 10      | "Open Eyes"                  | Debby Ryan        | 4:06  |
| 11      | "Don't Wanna Grow Up"        | Willknots         | 3:51  |